# Ruth Glass
Ruth Glass, nacida como Adele Lazarus (Berlín, 30 de junio de 1912-Municipio de Sutton, 7 de marzo de 1990) fue una socióloga británica de ascendencia alemana.

## Vida
Nació en Berlín el 30 de junio de 1912, hija de Eli Lazarus, de origen judío, y Lilly Leszczynska. Dejó Alemania en 1932, para estudiar en la Escuela de Economía de Londres. Tras pasar dos años (1941-1943) en el Departamento de Investigación Social Aplicada de la Universidad de Columbia,  regresó al Reino Unido. Se especializó en planificación urbana y social.

## Obra
El trabajo de Glass reflejó su creencia de que «El propósito de la investigación sociológica era para influir en la política gubernamental y propiciar el cambio social». Uno de sus legados duraderos es la creación del concepto de «gentrificación», que creó para describir los procesos por los cuales los pobres fueron expulsados de partes de Londres tras la creación de barrios de clase alta.
Como figura clave en sociología urbana, Glass contribuyó significativamente en la institucionalización de la sociología británica como una disciplina académica en los años 50. Su reputación en esta disciplina se formó a finales de los años 30, por sus estudios de desarrollos habitacionales y planeación en Watling y Middlesbrough, y más tarde, por su trabajo pionero en inmigración de población afrodescendiente. Sin embargo, Eric Hobsbawm reconoció en el obituario de Glass, que el texto que habría sido su trabajo más importante, el Tercera Censo de Londres (sucesor a las encuestas de Booth y Llewellyn-Smith), nunca fue completado.

## Vida personal
Entre 1935 y 1941 estuvo casada con Henry William Durant, estadista y pionero en el campo de las encuestas de opinión pública. En 1942, se casó con David Victor Glass, un sociólogo y demógrafo.

## Publicaciones seleccionadas
- Glass, Ruth Lazarus (1939). Watling: a survey of social life on a new housing estate. London: P S King.
- Vaso, R. (ed) (1948). The Social Background of a Plan: a Study of Middlesbrough, Prefacio por Max Lock, Londres : Routledge & Kegan Paul.
- Glass, R. (1955). Urban Sociology in Great Britain: a trend report, Current Sociology, IV, 4: 8-35.
- Glass, Ruth Lazarus (1960). London's Newcomers: The West Indians in London. Londres: Centro de Estudios Urbanos, University College.
- Glass, Ruth Lazarus; Westergaard, John (1965). London's housing needs: statement of evidence to the Committee on Housing in Greater London. Londres: Centro de Estudios Urbanos, University College.